# Charly Arnolt
Charly Arnolt (Indianápolis, Indiana; 14 de julio de 1987) es una locutora deportiva estadounidense y personalidad televisiva de ESPN. Es conocida por su desempeño como comentarista deportiva y locutora de ring con WWE de 2016 a 2021, donde apareció bajo el nombre de ring Charly Caruso.  Actualmente es anfitriona y moderadora de respaldo en First Take de ESPN con Stephen A. Smith y Molly Qerim.

## Vida y Educación
Arnold nació en Indianápolis, Indiana. Es de ascendencia italiana. Arnold desarrolló un amor por los deportes cuando era niño y comenzó a jugar softball, voleibol y gimnasia. Tenía la esperanza de ir a los Juegos Olímpicos como gimnasta, pero se retiró del deporte debido a lesiones. También tenía aspiraciones de jugar voleibol a nivel universitario, pero se vio obstaculizada por su altura.
En 2010, Arnolt se graduó summa cum laude de la American University con una licenciatura en periodismo televisivo. Anteriormente asistió a la escuela secundaria North Central.

## Carrera

### Carrera en el periodismo
En 2010, se unió a WSAZ-TV como reportera en Huntington, West Virginia. Más tarde, Arnold regresó a Indianápolis para trabajar como reportero independiente para WXIN "Fox 59". En 2011, se mudó a WDAF-TV "Fox 4" en Kansas City, Missouri donde trabajó durante unos dos años. En 2014, regresó a WXIN, donde se convirtió en reportera deportiva y presentadora.

### WWE (2016-21)
Arnolt fue invitada por un amigo, el propietario del equipo de la NFL Jacksonville Jaguars y futuro copropietario de All Elite Wrestling, Tony Khan, a un espectáculo de SmackDown en Indianápolis en el 2016. En ese espectáculo, Arnolt conoció al director sénior de relaciones con el talento de WWE, Mark Carrano, quien la puso en contacto con WWE el lunes. El comentarista de Monday Night Raw, Michael Cole, quien juega un papel decisivo en la contratación de locutores de televisión y locutores de ring para la empresa. Cole estaba muy interesado, pero no había vacantes. Cuando Brandi Rhodes optó por dejar la WWE en mayo de ese año, se abrió una puerta y Arnolt se unió a WWE. Adoptó el nombre de Charly Caruso y debutó como locutora de WWE NXT en 2016, pero no tardó mucho en formar parte del roster principal, entrevistando a las superestrellas de WWE y organizando eventos, segmentos y programas, ya sea en USA Network, WWE. YouTube, redes sociales de WWE o WWE Network.. Presentó paneles previos al espectáculo y realizó entrevistas entre bastidores en Monday Night RAW y WWE NXT hasta 2021, cuando no volvió a firmar un nuevo contrato con WWE.

### ESPN
Charly se unió a ESPN en septiembre de 2018. Hace actualizaciones en SportsCenter y presenta el programa SportsCenter en Snapchat.  Un par de meses después, presentó First Take por primera vez después de que alguien en el departamento de talentos le preguntara qué quería hacer en la red si pudiera elegir. Después de causar una impresión favorable a fines de diciembre de 2018, recibió más oportunidades para First Take y consolidó su papel como anfitriona principal.
Arnold también es parte del podcast First Take, Her Take en ESPN. El programa semanal, que también presenta a Kimberley Martin y Elle Duncan, tiene el mismo formato que el programa de televisión. El podcast les permite a los tres discutir otros temas sobre sus vidas y cultura.
Arnolt también aparece regularmente en SportsNation en ESPN+, así como en otros programas en el servicio de transmisión, aunque reconoció que en los últimos 12 a 18 meses ha sido difícil asegurarse de que no haya conflicto entre sus horarios de WWE y ESPN. Desde entonces, ha completado su paso de WWE a ESPN.
Arnolt debutó como entrevistador de peleas en Ultimate Fighting Championship en ESPN: dos Anjos vs. Fiziev el 9 de julio de 2022. Arnolt es portada de la revista para hombres Maxim en su edición de noviembre/diciembre de 2023.